# Colito

Mapa de los demos de Ática. Colito esta dentro de las murallas, con el número 2.

Colito o Kollytos (en griego antiguo: Κολλυτός) fue un demo de la antigua Ática, ubicado en la ciudad de Atenas. Ubicada dentro de los muros de Temístocles, al sur del Areópago y al suroeste de la Acrópolis. Famosa por su asociación con Platón, cuya familia era de este demo. 

## Etimología
Según la leyenda, el nombre del demo proviene de Colito, padre de Díomo, un amado de Heracles.

## Descripción

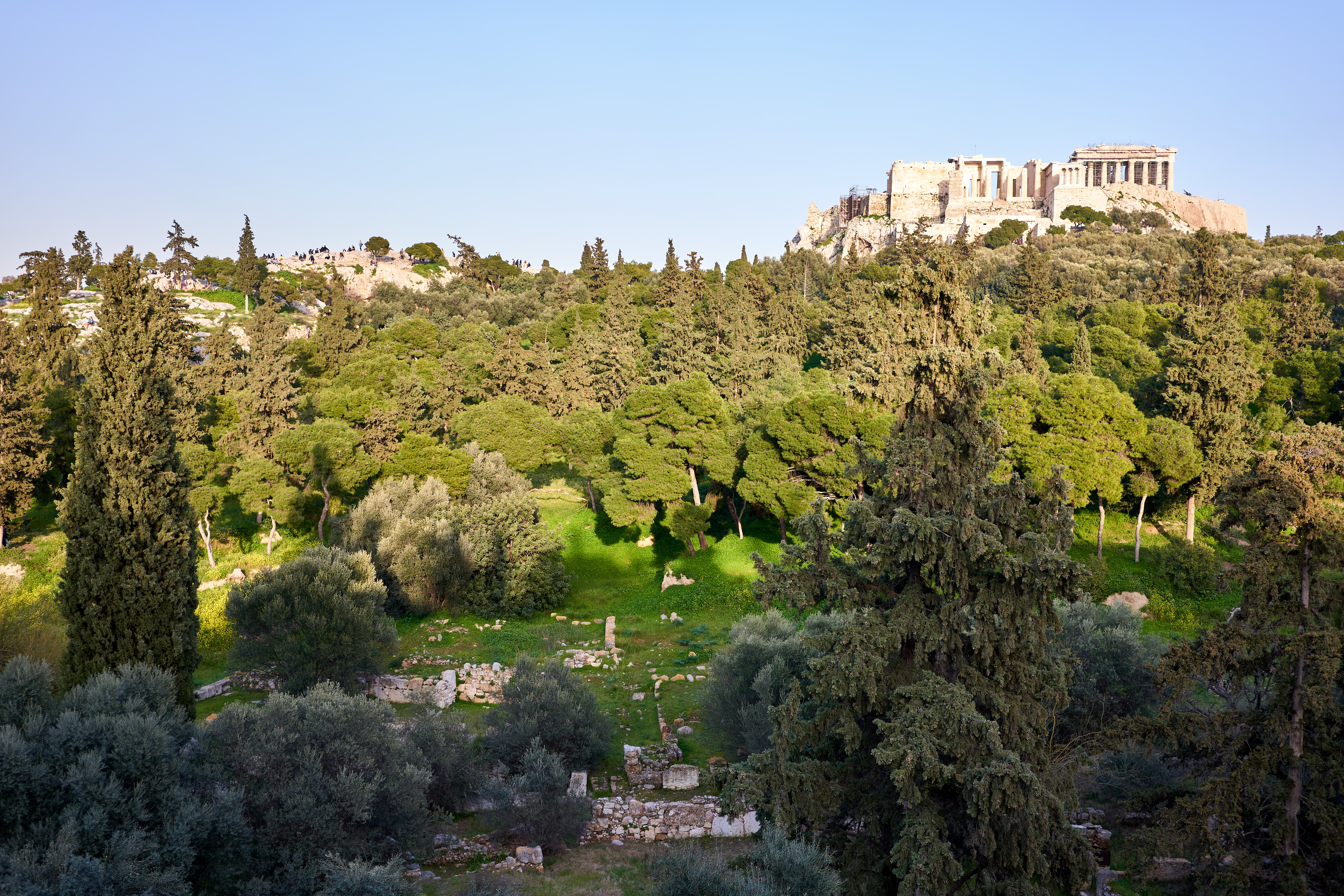
Algunas ruinas de parte del demo de Colito en primer plano. Monte Areópago arriba a la izquierda. Acrópolis a la derecha arriba.

Aunque no está explícitamente certificado por investigaciones arqueológicas, se cree que se ubicó dentro de la muralla de Temístocles, al sur del Areópago, en el lado sudoeste de la Acrópolis, y al suroeste del Ágora, tan cerca del demo de Mélite que son indistinguibles. Es precisamente por esta razón que se cree que Colito fue originalmente parte del demo de Mélite.
Colito era una de los demos más ricos de la ciudad de Atenas, donde se ubicaban muchas residencias aristocráticas. Los pisístratas tenían allí una casa desde la que, a menudo, gobernaban la ciudad.
Ahí se celebraban las Dionisias rurales (festival de Dionisio), lo que demuestra que este demo también era un importante centro agrícola.
En esta demo había un teatro en el que se cuenta que tuvo un fracaso Esquines.
En la estrecha calle principal de la calle había un mercado muy popular.

## Residentes célebres
- Adimanto de Colito (c. 432-382 a. C.), hermano de Platón
- Aristón de Atenas (f. 424 a. C.), padre de Platón
- Agirrio (fl. siglo IV a. C.), general
- Glaucón de Atenas, hermano de Platón
- Hipérides ( c. 390-322 a. C.), político y redactor de discursos.
- Potone, hermana de Platón